# Estádio Eduard Streltsov
O Estádio Eduard Streltsov (antigo Estádio Torpedo) é um estádio de futebol localizado na cidade de Moscou, na Rússia.
Inaugurado em 1959, com capacidade para 16.000 espectadores. Em 1979 foi completamente refromado, e foi a casa do FC Torpedo Moscou até 1996.
Recebia os jogos do FC Moscou, até o fechamento do clube.
O nome é uma homenagem a Eduard Streltsov, um dos maiores jogadores da história do FC Torpedo.

## Ligações Externas
- WorldStadiums.com
- Google Maps - Foto por Satélite